# Cairpre Cruithnechan
Cairpre Cruithneachan (IVe siècle), est le fils de Conall Corc mac Lugaid roi de Munster et de Mongfind, et le petit fils du roi des pictes Feradach Find Fechtnach
Selon le Book of Leacan et le manuscrit dit Rawlison B. 502 Cairpre est l'un des sept fils de Conall Corc et de Mongfind la fille de Uuradech Uecla. Il est réputé être l'ancêtre du roi Picte d'Alba Oengus Ier du VIIIe siècle. Le livre de Leinster confirme que Cairpre est le fils de Conal et désigne lui aussi Mongfind comme sa mère. La Laud 610 évoque « Conall Corc et le Corco Luigde » (vers 700) et fait de Cairpre l'un des deux fils d'une fille anonyme de Feradach. Après être revenu en Irlande Cairpre provoque la colère de son père et est exiler. Il a été avancé que les Ui Carpri une tribu qui peuple le pays des Pictes sont issus de Cairpre et apparentés aux Eóganacht Magh Geirginn, du Munster. L'origine de sa mère et sa naissance serait à l'origine de son surnom de Cruithnechan qui signifie « petit Picte ». Plusieurs légendes originelles se réfèrent  d'ailleurs aux Cruithnes comme Cruithnechan